# 人民公廁
《人民公廁》是陈果的第一部数码电影，由韓國Korea Digital NEGA、Nicetop Independent Ltd，及Golden Network Asia Limited聯合出品，獲選出席第59屆威尼斯影展、多倫多影展、溫哥華影展等競賽和觀摩影片，可是在戲院上映時的票房卻僅有5萬多港元。陳果在片中除了發揮他對世界各地公共廁所的奇想，更透過片中人四處尋藥的過程帶出「以愛之名盡己所能阻止死亡」的命題。
該片的DVD及VCD由香港亞洲影帶出版社有限公司發行。

## 情节介绍
北京的年輕人冬冬在公廁被母親生下並拋棄，自小就在公廁長大，被稱為“廁所之神”；韓國的Kim在海邊的環保公廁遇見海洋少女；香港殺手Sam到紐約公廁執行最後一次任務。冬冬的朋友Tony到印度尋靈藥醫治弟弟，遇見為父親求藥的在香港出生長大的印度兄弟；Kim為了海洋少女的不適，到中國人執業的醫院，遇見從中國到韓國求醫的病人；Sam的女友Jo跟著媽媽到高山上找藥；冬冬為了扶養自己長大的奶奶到美國尋藥時遇見了Sam。以公廁為出發點，透過尋藥的過程串連交錯的人物故事，帶出各地不同的風土人情及世界共通的對活著的嚮往。

## 主要角色
- 阿部力 飾 冬冬 (Dong Dong)
- 马哲 飾 Tony
- Pietero Diletti 飾 石頭［2000年在羅馬死於一場交通事故］
- 張赫 飾 金 (Kim)
- 赵寅成 飾 趙 (Cho)
- 金良喜 飾 海洋少女 (Ocean Girl)
- 谷祖琳 飾 祖 (Jo)
- 李燦森 飾 Sam

## 獎項
- 威尼斯电影节：
  - 2002年圣马可-特别致意奖：陈果

| 頒獎典禮                   | 獎項             | 名單                                      | 結果 |
| -------------------------- | ---------------- | ----------------------------------------- | ---- |
| 第40屆金馬獎               | 最佳美術設計     | 陸文華                                    | 提名 |
| 第40屆金馬獎               | 最佳造型設計     | 陸文華                                    | 提名 |
| 第40屆金馬獎               | 最佳原創電影歌曲 | 詞:陳果 曲:Kiechan NAMKUNG 唱:KIM Hyo-soo | 提名 |
| 第40屆金馬獎               | 最佳音效         | 鄭穎園                                    | 提名 |
| 第10屆香港電影評論學會大獎 | 最佳電影         |                                           | 提名 |
| 第10屆香港電影評論學會大獎 | 最佳導演         | 陳果                                      | 提名 |
| 第10屆香港電影評論學會大獎 | 推薦電影         |                                           | 獲獎 |

## 外部連結
- 開眼電影網上《人民公廁》的資料（繁體中文）
- 香港影庫上《人民公廁》的資料（繁體中文）
- 时光网上《人民公廁》的資料（简体中文）
- 豆瓣电影上《人民公廁》的資料 （简体中文）
- 爛番茄上《人民公廁》的資料（英文）
- AllMovie上《人民公廁》的资料（英文）
- 互联网电影数据库（IMDb）上《人民公廁》的资料（英文）
- 第59届威尼斯电影节参展影片介绍：《人民公厕》Public Toilet （页面存档备份，存于）